# Henry Somerset (10. książę Beaufort)

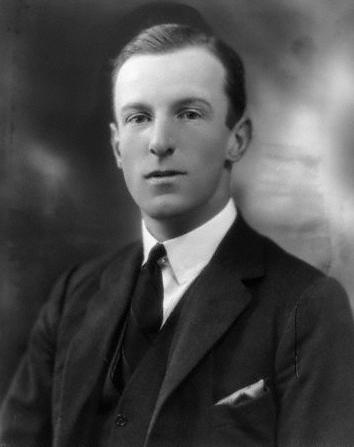
Henry Somerset, fotografia z 1923

Henry Hugh Arthur FitzRoy Somerset, 10. książę Beaufort KG GCVO (ur. 4 kwietnia 1900 w Hamilton, zm. 5 lutego 1984 w Badminton House w Londynie) – brytyjski arystokrata, jedyny syn Henry’ego Somerseta, 9. księcia Beaufort, i Louise Emily Harford, córki Williama Henry’ego Harforda. Od urodzenia nosił tytuł markiza Worcester. W 1924 r., po śmierci ojca, uzyskał tytuł księcia Beaufort, uprawniający do zasiadania w Izbie Lordów.
Wykształcenie odebrał w Eton College i Royal Military College w Sandhurst. Był honorowym pułkownikiem 21. Kompanii Samochodów Pancernych (w latach 1969–1971) oraz Ochotników z Warwickshire (w latach 1971–1972).
Beaufort pełnił urząd Koniuszego Królewskiego (Master of the Horse) trzech brytyjskich monarchów - Edwarda VIII, Jerzego VI i Elżbiety II. Urząd ten pełnił w latach 1936–1978. Był ponadto:
- Stewartem Tewkesbury (1948–1984)
- Dziedziczny Posiadacz Raglan Castle
- Lord Namiestnik Bristolu (1931–1984), Warwickshire i Gloucestershire (1974–1984)
- Wielki Stewart Bristolu
- Kanclerz Uniwersytetu w Bristolu (1965)

W 1936 r. został członkiem Tajnej Rady. Był również kawalerem wielu orderów:
- Krzyża Wielkiego Królewskiego Orderu Wiktoriańskiego (w 1930 r.)
- Orderu Podwiązki (w 1937 r.)
- Królewskiego Łańcucha Wiktoriańskiego (w 1953 r.)

14 czerwca 1923 r. w Westminsterze, poślubił lady Maria Cambridge (12 czerwca 1897 - 23 czerwca 1987), córkę Adolfa Cambridge'a, 1. markiza Cambridge (brata królowej Marii von Teck), i lady Margaret Grosvenor, córki 1. księcia Westminster. Małżeństwo to nie doczekało się potomstwa.
Książę Beaufort zmarł w wieku 84. lat. Wraz z jego śmiercią wygasły tytuły barona Botetourt i Herbert (ten ostatni został przywrócony w 2002 r.). Tytuł księcia Beaufort przypadł jego kuzynowi z bocznej linii rodu Somersetów.